# 黃誥 (嘉靖進士)
黃誥（1524年—？），字汝綸，又字君勅，号慎庵，廣東省廣州府東莞縣（今東莞市）人。明朝官员。

## 生平
年少時極為貧窮，平時白天背負薪柴，只能夜間藉著月光讀書，個性友愛，與其弟黃謨、黃訓寢則同衾、出則同衣。
嘉靖二十八年（1549年）己酉科广东乡试第十二名舉人，嘉靖三十五年（1556年）丙辰科会试三百名，廷试三甲一百七十六名進士。刑部观政。
登進士第後，黃誥仍然過清檢生活如常，父死無新衣可斂，就以自己的衣服入斂。授浙江臨海縣知縣，時值倭寇侵犯沿海地帶，黃誥盡心準備防禦，規劃事項都符合事理時宜，因此反制倭寇銳氣。白水洋之戰，大捷，斬獲首級甚眾，上官竊取黃誥戰功，黃誥恬然淡泊，不言辛勞。四十年升遷直隶定州知州，四十一年改晉州知州，丁內艱去職。服闋，四十五年再補江西寧州知州，升江西吉安府同知。請求離職歸鄉，卒於家中。

## 家族
曾祖黃肇洪；祖父黃資；父黃文昌，母衛氏。弟黄謨、黄訓。